# Unfallversicherung Bund und Bahn

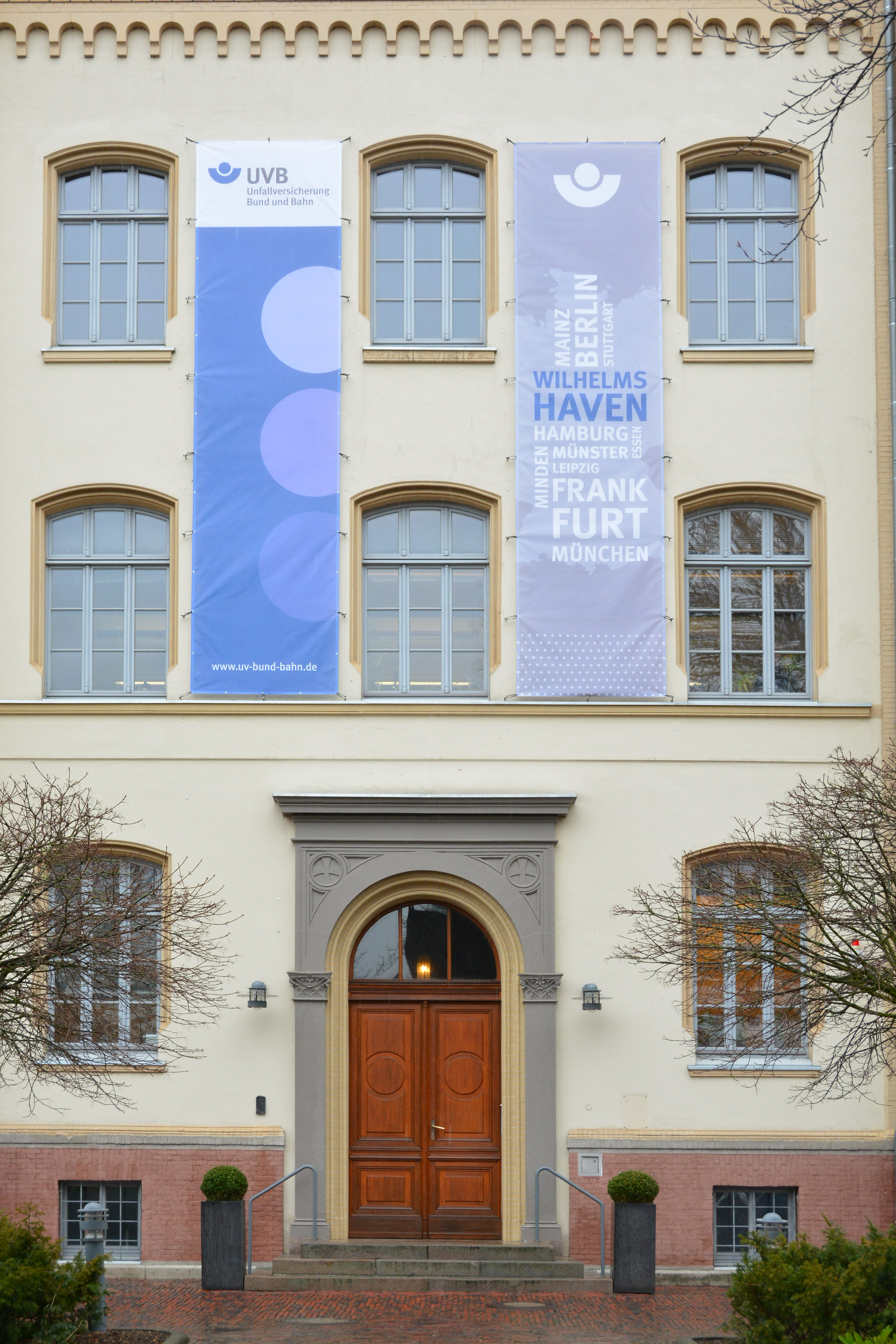
Hauptverwaltung der UVB, Standort Wilhelmshaven

Die Unfallversicherung Bund und Bahn (UVB) ist als Träger der gesetzlichen Unfallversicherung der öffentlichen Hand zum 1. Januar 2015 errichtet worden (§ 1 S. 1 UVBBErG). Sie ist eine rechtsfähige bundesunmittelbare Körperschaft des öffentlichen Rechts mit Selbstverwaltung. Aufsichtsbehörde ist das Bundesamt für Soziale Sicherung.

## Aufgabe
Die Aufgabe der UVB als Träger der gesetzlichen Unfallversicherung ist es, mit allen geeigneten Mitteln für die Verhütung von Arbeitsunfällen, Berufskrankheiten und arbeitsbedingten Gesundheitsgefahren und für eine wirksame Erste Hilfe zu sorgen sowie nach Eintritt von Arbeitsunfällen oder Berufskrankheiten die Gesundheit und die Leistungsfähigkeit der Versicherten mit allen geeigneten Mitteln wiederherzustellen und sie oder ihre Hinterbliebenen durch Geldleistungen zu entschädigen.

## Standorte
Hauptstandorte der Unfallversicherung Bund und Bahn sind Wilhelmshaven und Frankfurt am Main. Rechtssitz ist Frankfurt am Main. Die UVB unterhält eine Verwaltungsstelle in Münster.
Die Standorte der Prävention sind in Wilhelmshaven, Hamburg, Berlin, Münster, Essen, Minden, Frankfurt am Main und München.

## Zuständigkeit
Die UVB ist für die in § 125 des Siebten Buches Sozialgesetzbuch genannten Unternehmen und Versicherten zuständig (§ 1 S. 2 UVBBErG):
- die Bundesbehörden
- die Bundesagentur für Arbeit
- ausländische Streitkräfte in Deutschland
- Entwicklungshelfer und Auslandslehrer
- Beschäftigte und Ehrenamtliche beim
  - Technischen Hilfswerk (THW)
  - Deutschen Roten Kreuz (DRK)
  - Katastrophenschutz
- Blutspender beim Deutschen Roten Kreuz
- Arbeitslose und Rehabilitanden
- die Deutsche Bahn AG und die hieraus ausgegliederten Unternehmen
- das Bundeseisenbahnvermögen (BEV)
- die Bahn-BKK
- die betrieblichen Sozialeinrichtungen der Deutschen Bahn AG, des Bundeseisenbahnvermögens und Bahn-BKK

## Versicherte
2023 hatte die UVB etwa 11,659 Mio. Versicherte. Die meisten davon waren mit 9,075 Mio. Leistungsbeziehende der Agentur für Arbeit (Arbeitslose und Rehabilitanden). Die zweitgrößte Gruppe der Versicherten waren die Blut-, Organ- und Gewebespenderinnen und -spender des DRK mit 1,462 Mio., gefolgt von den Beschäftigten und ehrenamtlich Tätigen beim Technischen Hilfswerk und Deutschen Roten Kreuz mit 396.151, Arbeitnehmer im öffentlichen Dienst und Auszubildende der Bundesverwaltung, der Agentur für Arbeit und in den übernommenen Einrichtungen mit 344.078, Tarifbeschäftigte und Auszubildende der Deutschen Bahn AG sowie den hieraus ausgegliederten Unternehmen, des Bundeseisenbahnvermögens, der Bahn-BKK sowie der betrieblichen Sozialeinrichtungen der vorgenannten Unternehmen mit 228.886 und Rehabilitanden auf Kosten der Bahn-BKK mit 135.049. Vergleichsweise gering war die Zahl der Entwicklungshelferinnen und -helfer mit 830 sowie der nach § 6 Abs. 1 Nr. 2 und 3 SGB VII freiwillig Versicherten mit 28 bzw. 288.

## Beschäftigte
2025 hatte die UVB etwa 500 Beschäftigte, davon 64 Prozent Frauen und 27 Prozent Beamte. Die UVB besitzt Dienstherrnfähigkeit gemäß § 148 SGB VII in Verbindung mit § 2 Bundesbeamtengesetz.

## Geschichte
Die Unfallkasse des Bundes und die Eisenbahn-Unfallkasse wurden zum 1. Januar 2015, dem Tag der Errichtung der UVB, in diese eingegliedert und aufgelöst (§ 2 Abs. 1; 3 UVBBErG). Das Vermögen sowie Rechte und Pflichten der beiden Vorgänger gingen als Ganzes auf die UVB über (§ 2 Abs. 2 UVBBErG).